# Литература США
Американская литература, североамериканская литература, литература США — литература, написанная на территории США и бывших колоний, в основном на английском языке. Хотя её история заметно короче, чем у литературы европейских и азиатских стран, со второй половины XIX в. американская литература получила широкое развитие и самобытное значение. США подарили мировой литературе таких классиков, как Марк Твен, Эдгар По, Эрнест Хемингуэй, Рэй Брэдбери и многих других. В начале XXI века в США ежегодно издаётся и продаётся больше книг, чем в любой другой стране мира.

## История

### Эпоха колонизации

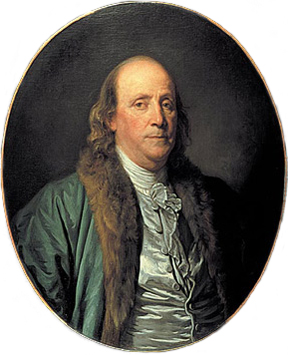
Бенджамин Франклин, мыслитель, учёный, революционер и государственный деятель

Первый период североамериканской литературы охватывает время от 1607 до 1765 г. Это эпоха колонизации, господства пуританских идеалов, патриархально благочестивых нравов, поэтому ранняя американская литература сводится преимущественно к богословским произведениям и церковным гимнам, а также, несколько позже, к историческим и политическим трудам. Был издан сборник «Bay Psalm Book» (1640); писались стихи и поэмы на разные случаи, преимущественно патриотического характера («The tenth muse, lately sprung up in America» Анны Брэдстрит, элегия на смерть Натаниэля Бэкона, стихи В. Вуда, Дж. Нортона, Уриана Ока, национальные песни «Lovewells' fight», «The song of Bradoec men» и др.).
Прозаическая литература того времени посвящена была, главным образом, описаниям путешествий и истории развития колониальной жизни. Наиболее выдающимися богословскими писателями были Гукер, Чарльз Коттон, Роджер Уильямс, Бэйльс, Дж. Уайз, Ионатан Эдвардс. В конце XVIII века началась агитация за освобождение негров. Поборниками этого движения в литературе явились Дж. Вульманс, автор «Some considerations on the Keeping of negroes» (1754), и Ант. Бенезет, автор «A caution to Great Britain and her colonies relative to enslaved negroes» (1767). Переходом к следующей эпохе послужили произведения Бенджамина Франклина — «Путь к изобилию», «Речь отца Авраама» и др.; он основал «Альманах бедного Ричарда».

### Эпоха революции
Второй период североамериканской литературы, с 1760 по 1790 год, охватывает эпоху революции и отличается развитием публицистики и политической литературы. Главнейшие писатели по вопросам политики были одновременно государственными деятелями: Сэмюэл Адамс, Патрик Генри, Томас Джефферсон, Джон Куинси Адамс, Дж. Матисон, Александр Гамильтон, Дж. Стрэй, Томас Пейн. Историки: Томас Геччинсон, сторонник англичан, Иеремия Белькнап, Дав. Рамсэй и Вильям Генри Драйтон, приверженцы революции; затем Дж. Маршал, Роб. Проуд, Абиэль Гольмес. Богословы и моралисты: Самуэль Гопкинс, Уильям Уайт, Дж. Муррэй.

### XIX век

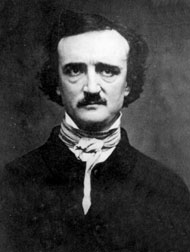
Эдгар Аллан По, классик готической литературы, один из основателей жанров детектива и ужасов

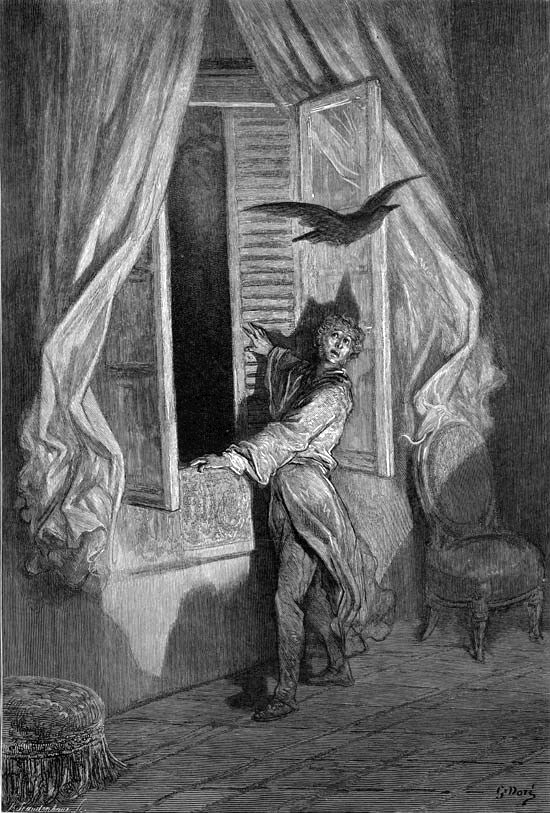
Иллюстрация Гюстава Доре к «Ворону» По — классике готической поэзии

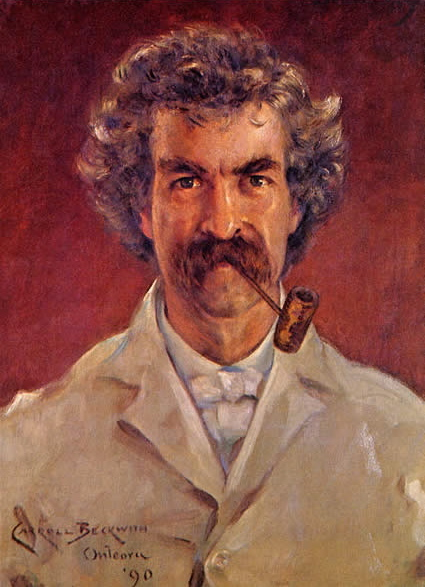
Марк Твен, величайший американский сатирик

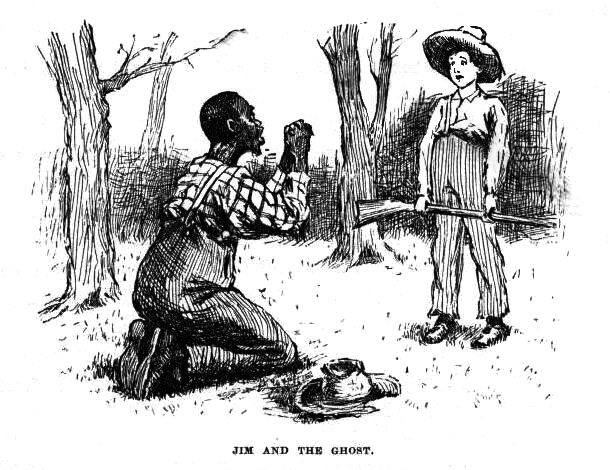
«Приключения Гекльберри Финна» Твен описывает нравы Старого Юга и критикует рабство негров

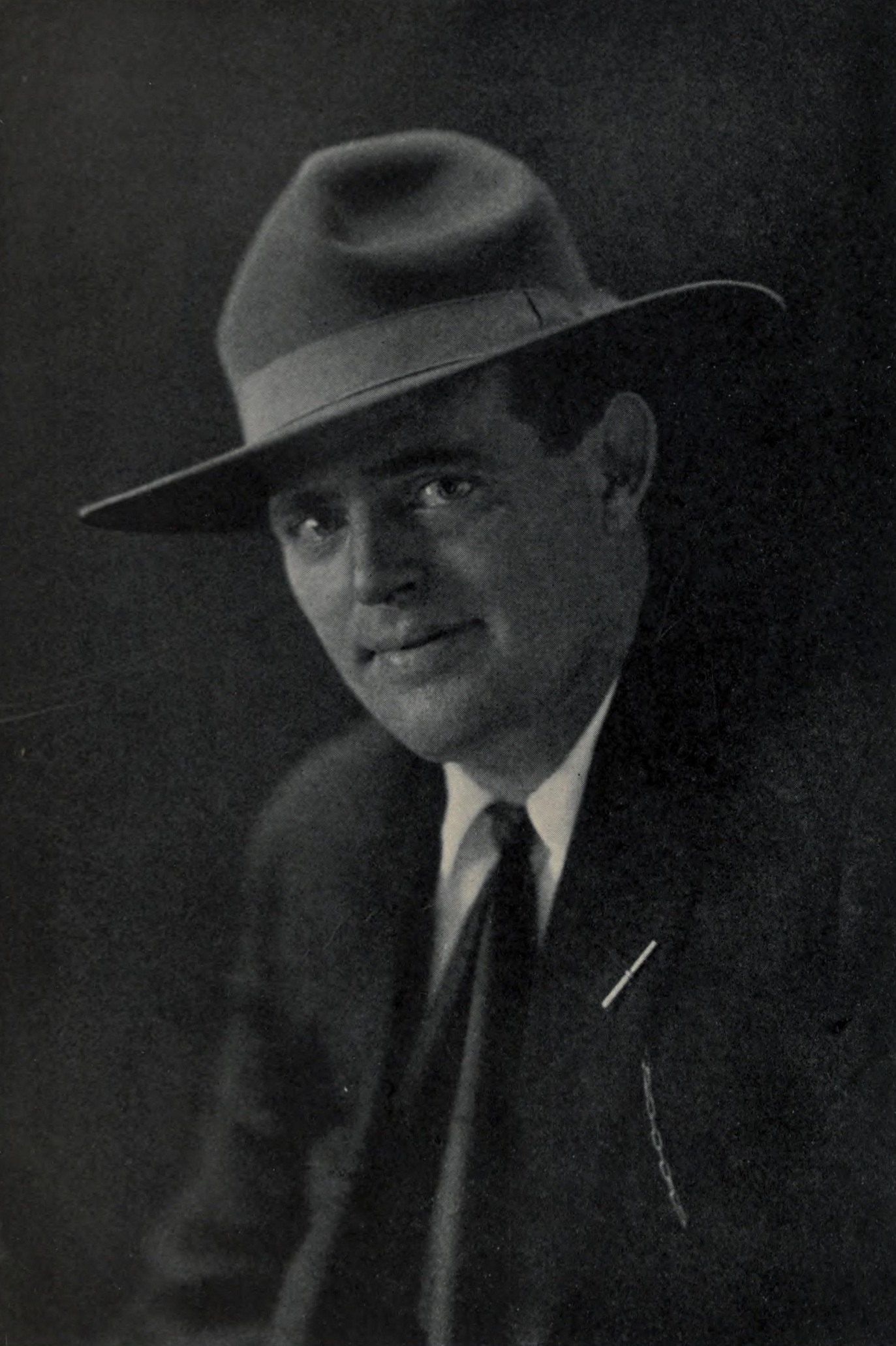
Джек Лондон, прославленный автор реалистической приключенческой прозы

Третий период охватывает всю североамериканскую литературу XIX века. Подготовительной эпохой была первая четверть века, когда вырабатывался прозаический стиль. «Sketch-book» Вашингтона Ирвинга (1820) положил начало полуфилософской, полупублицистической литературе то юмористических, то поучительно-моралистических очерков. Здесь особенно ярко отразились национальные черты американцев — их практичность, утилитарная мораль и наивный жизнерадостный юмор, сильно отличающийся от саркастического, угрюмого юмора англичан.
Филип Френо (1752—1832) первый ввел в североамериканскую литературу любовь к природе и проявил глубокое национальное чувство в своих патриотических поэмах и описаниях жизни американцев и индейцев. Поэты Томас Дан (Thomas Dunn English, 1819—1902), Фитц Грин Галлек (Fitz-Greene Halleck, 1790—1867), Джон Пьерпон (John Pierpont, 1785—1866), Н. П. Виллис (Натаниэль Паркер Уиллис, 1806—1867) интересны как предшественники одного из великих американских поэтов, Уильяма Каллена Брайанта (William Cullen Bryant, 1794—1878), который открыл красоты американского пейзажа. Поэзия его чарует гармоничностью и музыкальностью стиля. Внутреннее её содержание обнаруживает сильное влияние английских поэтов Уильяма Вордсворта и Сэмюэла Кольриджа. Плеяду первостепенных американских поэтов продолжает Генри Уодсворт Лонгфелло (1807—1882), обладающий лёгким мелодичным стихом, очень большим повествовательным талантом и умением вызывать нежные, гуманные чувства; фантазия его в значительной степени подчинена иностранным влияниям; он особенно вдохновлялся древней скандинавской поэзией.
Ралф Уолдо Эмерсон (1802—1882) — философ-моралист и вместе с тем поэт пантеистических настроений. Джон Гринлиф Уиттьер (1807—1892), квакер, воспевал природу, патриархальные нравы, религиозные настроения; был выдающимся деятелем в борьбе за освобождение негров. Джеймс Расселл Лоуэлл (1819—1891), автор знаменитых «Biglow Papers», обнаруживает юмор настоящего янки, трезвый взгляд на жизнь, бодрость духа. В своих прозаических очерках он с большой серьёзностью и вдумчивостью относится к явлениям жизни. Оливер Уэнделл Холмс старший (1809—1894) — прозаик и поэт, добродушно-поучительный. Сидней Ланье (1842—1881) очень популярен в Америке, в особенности на своей родине, в Балтиморе, несмотря на искусственность и приподнятость тона в его описаниях природы и лирических стихотворениях. Стедман — автор воинственных патриотических песен.
Из поэтесс наиболее известны Эмили Дикинсон (1830—1886), Эмма Лазарус (1849—1887), Елена Джэксон (Helen Maria Hunt Jackson, 1830—1885), Эдна Проктор (1829—1923). Совершенно обособленно от других стоят Эдгар Аллан По (1809—1849) и Уолт Уитмен (1819—1898). Эдгар Аллан По — глубокий мистик, поэт утончённых нервных настроений, любивший всё таинственное и загадочное, и в то же время великий виртуоз стиха. По натуре он совершенно не американец; у него нет американской трезвости и деловитости. Его творчество носит резко индивидуальный отпечаток. Уолт Уитмен — воплощение американского демократизма. Его «Листья травы» (англ. Leaves of Grass) воспевают свободу и силу, радость и полноту жизни. Его свободный стих произвел революцию в современном стихосложении.
В прозаической литературе Америки на первом плане стоят романисты, а также эссеисты — Вашингтон Ирвинг, Оливер Холмс, Ральф Эмерсон, Джеймс Лоуэлл. Романисты изображают энергичные, предприимчивые натуры как прежних поселенцев, живших среди опасностей и упорного труда, так и современных, более культурных янки. Бурно развивается жанр приключенческой литературы; неисчерпаемыми источниками служат история Америки, нравы и опасности фронтира, война южных и северных штатов и конфликты с индейцами. К выдающимся представителям этого направления относятся: Джемс Фенимор Купер, познакомивший европейскую публику с бытом краснокожих, с опасностями и трудностями жизни американских колонистов; Джек Лондон, воспевавший американскую природу и смелость первопроходцев Канады и Аляски.
Среди американских писателей этой эпохи было много юмористов и сатириков, осмеивающих эксцентричность своих соотечественников. Одна из самых значительных фигур в американской литературе XIX века — Марк Твен, выдающийся сатирик, мастер как реалистической прозы («Приключения Тома Сойера», «Приключения Гекльберри Финна»), так и фантастической («Янки из Коннектикута при дворе короля Артура»). Реалистические романы о современной американской жизни писали Гарриет Бичер-Стоу, которая своим романом «Хижина дяди Тома» содействовала освобождению негров; Брет Гарт, описывающий приисковые нравы; Натаниэль Готорн (1804—1864), описывающий нравы американских пуритан XVII в. («The Scarlet Letter», «The house of the seven gables» и др.). У Готорна, впрочем, этнографический интерес и драматизм первобытной жизни отступает на второй план. Готорн — прежде всего художник, мастер языка, тонкий психолог, воссоздающий страстную религиозность и силу характера своих героев с необычайной поэтичностью и яркостью. Из романистов, описывающих современную им Америку, наиболее выдаются Джулиан Готорн (сын Натаниэля), Луиза Олкотт («Маленькие женщины»), Генри Джеймс, Гертруда Атертон. Вклад в развитие американского реализма также внесли талантливые писательницы Эдит Уортон и Эллен Глазгоу.
Заметной фигурой литературы конца XIX века был Амброз Бирс, в своих «Рассказах о военных и штатских» (1891) изобразивший ужасы Гражданской войны и пороки современного общества, которые вызывали у него пессимистические настроения. Гражданскую войну также изобразил в своём романе «Алый знак доблести» (1894—1895) Стивен Крейн.

### XX и XXI века

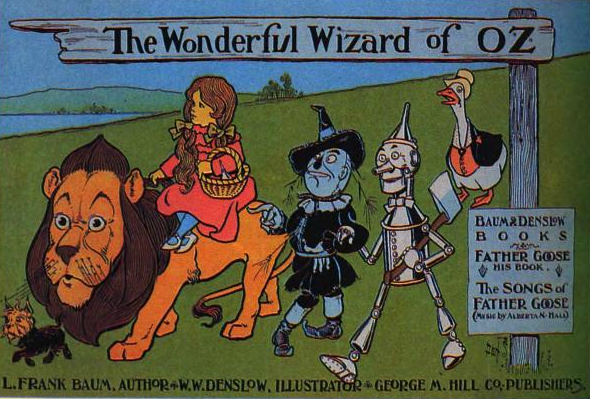
«Удивительный волшебник страны Оз» Баума — классика американской детской литературы

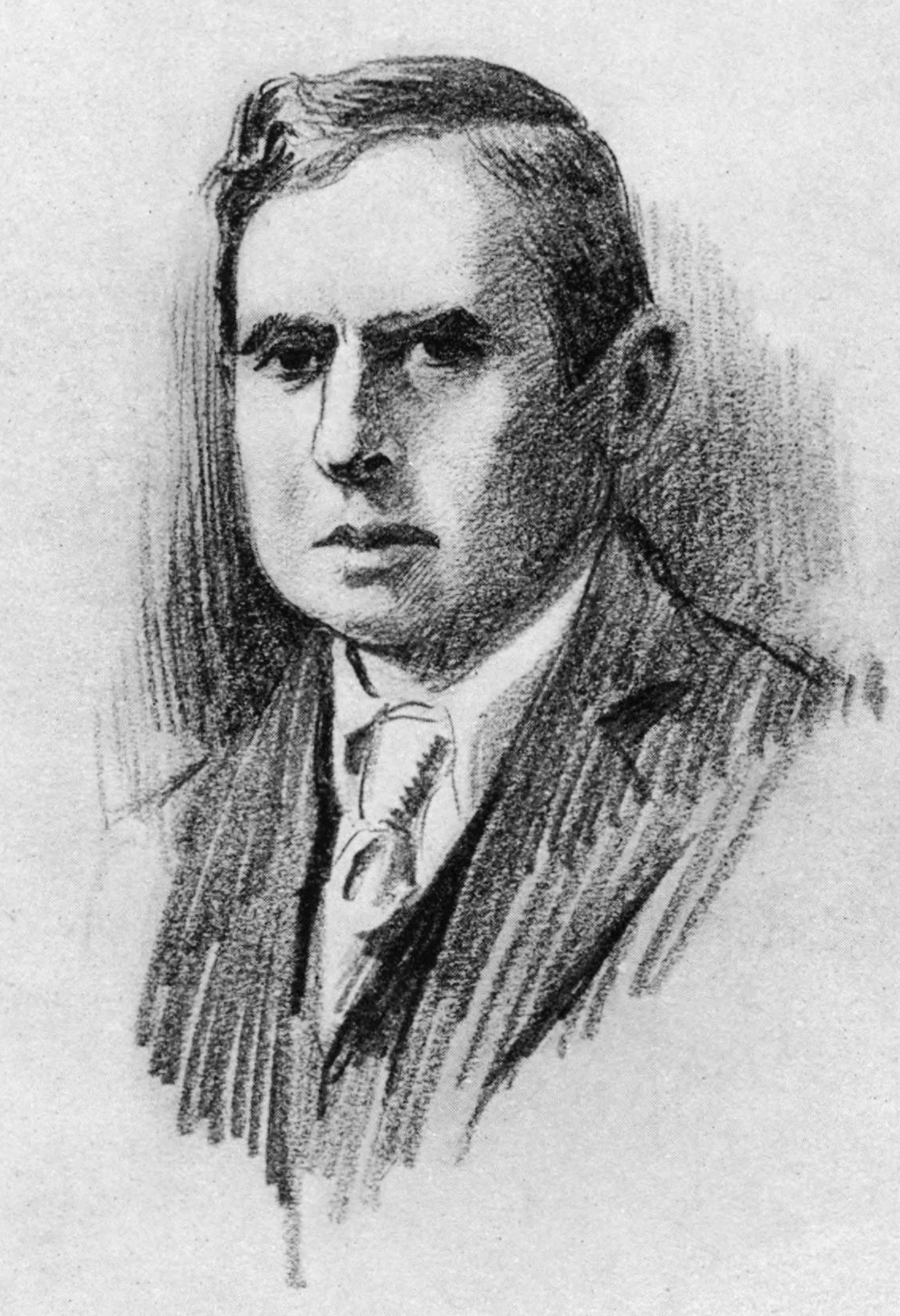
Теодор Драйзер, американский реалист

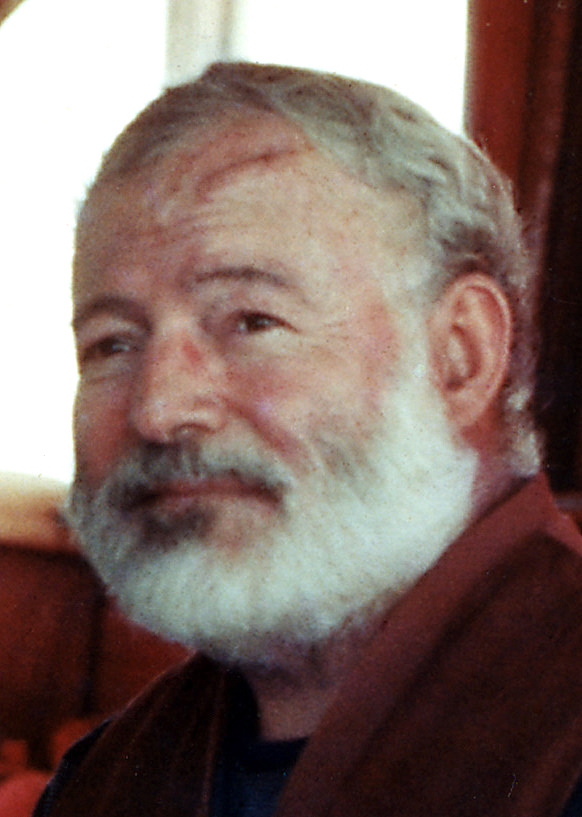
Эрнест Хэмингуэй, прославленный реалист, лауреат Нобелевской премии

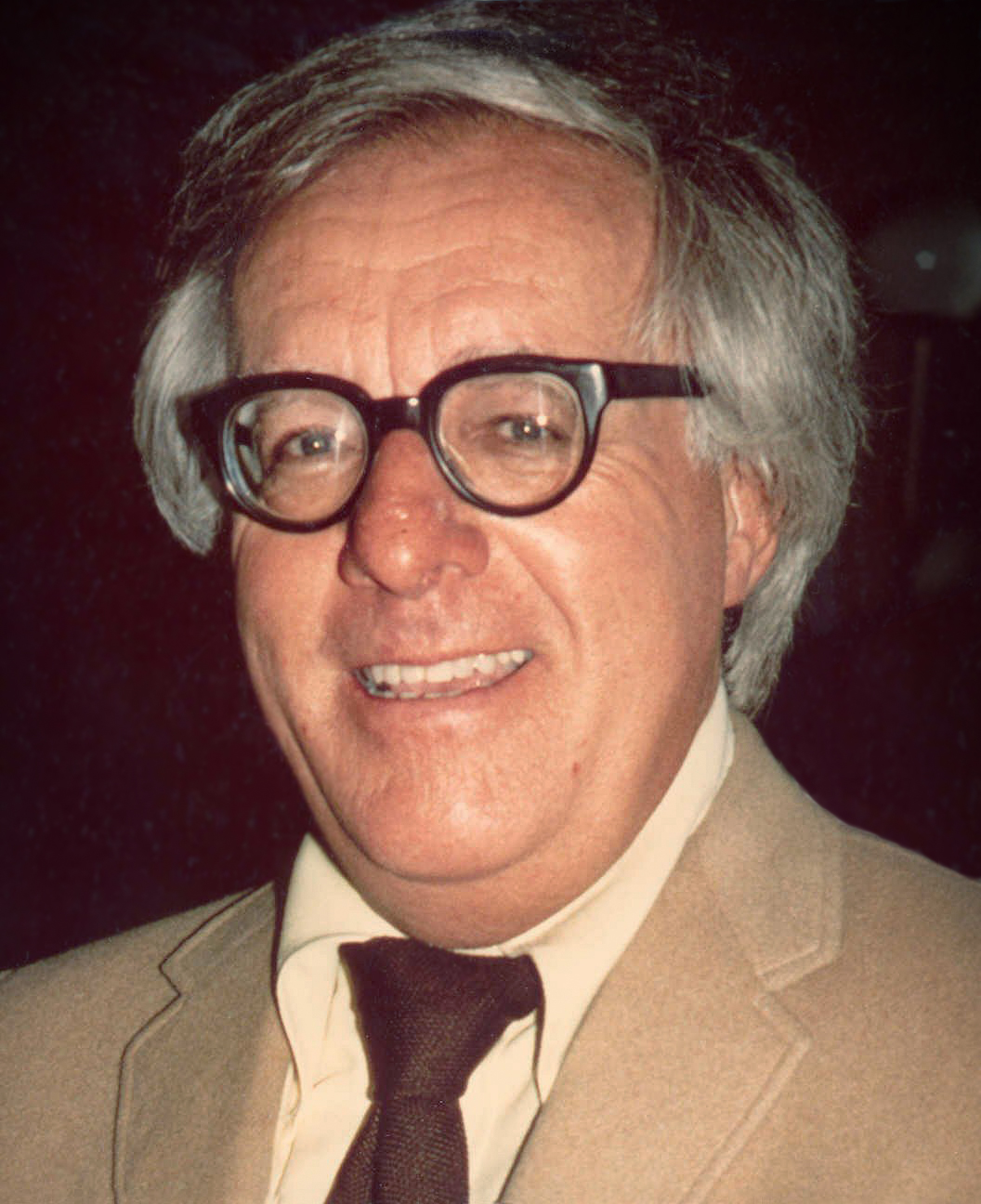
Рэй Бредбери, классик научной фантастики

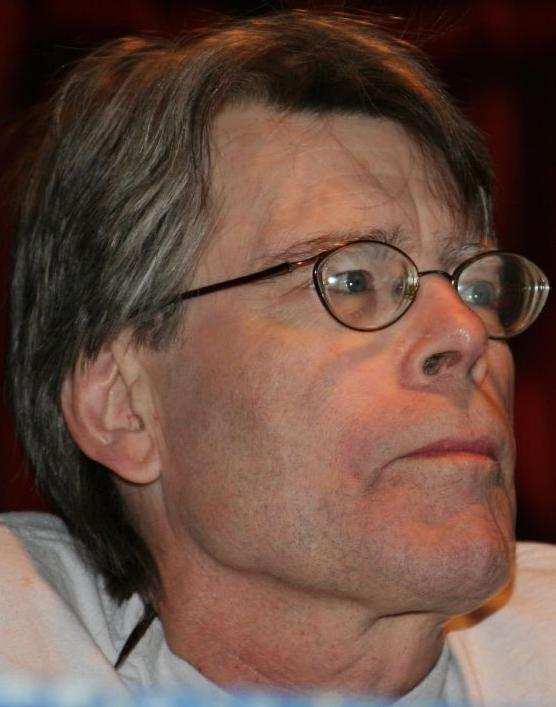
Стивен Кинг, преобразивший жанр литературы ужасов

В 1900 году вышел в свет первый роман Теодора Драйзера «Сестра Керри». Этот роман, как и другие романы Драйзера того времени, был связан с натурализмом. Одновременно с дальнейшим развитием натурализма, к которому были близки и писатели «потерянного поколения» (чья юность пришлась на период между мировыми войнами — Эрнест Хемингуэй, Фрэнсис Скотт Фицджеральд, Гертруда Стайн, Джон Стейнбек), в Америку пришёл и европейский модернизм, к которому можно отнести поэзию Томаса Элиота, впрочем, эмигрировавшего в Англию. В 1911 году возник журнал «Masses», в котором началась деятельность Джона Рида. Журнал объединял вокруг себя радикально настроенных американцев, в том числе и коммунистов, представителем которых был Джон Рид.
Начиная с двадцатых годов, рассказ (short story) начинает восприниматься критиками как специфически американский жанр; в его развитии большую роль сыграли журналы. Если Playboy, в шестидесятых печатавший рассказы таких мастеров, как Владимир Набоков, Джон Апдайк, Курт Воннегут, стал со временем менее интеллектуальным, то Нью-Йоркер до сих пор еженедельно публикует рассказы, многие из которых попадают в антологии лучшей короткой прозы.
Десять американцев завоевали Нобелевскую премию по литературе. С 1918 года в Нью-Йорке вручается Пулитцеровская премия за художественную книгу, одна из самых известных премий «большой литературы».
Продолжала развиваться детская литература. Всемирную известность получил классик детской литературы Л. Фрэнк Баум, автор цикла книг о волшебной стране Оз. Среди авторов массовой литературы можно назвать создателей крутого детектива Дэшила Хэммета, Рэймонда Чандлера, Джеймса Кейна, получивших широкую известность. Одним из крупнейших писателей Америки первой половины XX века был Уильям Фолкнер, получивший в 1949 году Нобелевскую приемию. Среди признанных мастеров американской прозы XX века следует назвать Кэтрин Энн Портер и Юдору Уэлти.
Особое место в литературе 50-х годов занимает роман Джерома Сэлинджера «Над пропастью во ржи». Это вышедшее в свет в 1951 году произведение стало (особенно, среди молодежи) культовым. Книги начали поднимать темы, ранее запретные. Известная поэтесса Элизабет Бишоп не скрывала своей любви к женщинам; среди других писателей можно отметить Трумена Капоте. В американской драматургии 50-х годов выделяются пьесы Артура Миллера и Теннесси Уильямса. В 60-е годы получают известность пьесы Эдварда Олби («Случай в зоопарке», «Смерть Бесси Смит», «Кто боится Вирджинии Вулф?», «Всё в саду»). Одним из известных исследователей американской литературы XX века был переводчик и литературный критик А. М. Зверев. Разнообразие американской литературы никогда не позволяет одному движению полностью вытеснить другие; после битников 50—60-х (Джек Керуак, Лоуренс Ферлингетти, Грегори Корсо, Аллен Гинзберг) самой заметной тенденцией стал — и продолжает быть — постмодернизм (например, Пол Остер, Томас Пинчон). Широкую известность в последнее время получили книги писателя-постмодерниста Дона Делилло.
В США получили широкое развитие научная фантастика и литература ужасов, а во второй половине XX века — фэнтези. Первая волна американской НФ, в которую входили Эдгар Райс Берроуз, Мюррей Лейнстер, Эдмонд Гамильтон, Генри Каттнер, была преимущественно развлекательной и породила поджанр «космическая опера», описывавший приключения первопроходцев космоса. К середине XX века в США начала преобладать более сложная фантастика. Среди всемирно известных американских фантастов — Рэй Брэдбери, Роберт Хайнлайн, Фрэнк Херберт, Айзек Азимов, Андре Нортон, Клиффорд Саймак, Роберт Шекли. Литература этих авторов отличается обращением к сложным социальным и психологическим вопросам, развенчанием утопии, аллегоричностью. В США зародился такой поджанр научной фантастики, как киберпанк (Филип К. Дик, Уильям Гибсон, Брюс Стерлинг), описывающий будущее, изменённое и обесчеловеченное под влиянием высоких технологий. К XXI веку Америка остаётся одним из главных центров фантастики, благодаря таким авторам как Дэн Симмонс, Орсон Скотт Кард, Лоис Буджолд, Дэвид Вебер, Нил Стивенсон, Скотт Вестерфельд, и другие.
Большинство популярных авторов в жанрах ужасов XX века — американцы. Классиком литературы ужасов первой половины века был Говард Лавкрафт, создатель «Мифов Ктулху», впитавших в себя наследие американской готики По. Во второй половине столетия жанр ужасов был отточен такими авторами как Стивен Кинг, Дин Кунц. Расцвет американского фэнтези начался в 1930-е годы с Роберта Говарда, автора цикла рассказов «Конан», продолжающего традиции американской и английской приключенческой литературы. Во второй половине XX века жанр фэнтези был развит такими авторами как Роджер Желязны, Пол Уильям Андерсон, Урсула Ле Гуин. Самый популярный американский автор фэнтези в XXI веке — Джордж Р. Р. Мартин, создатель «Игры престолов», квазиреалистического исторического романа о вымышленном средневековье. Среди других заметных представителей жанра в конце XX и начале XXI веков — Роберт Джордан, Тэд Уильямс, Глен Кук.

## Литература иммигрантов
Большую роль в американской литературе двадцатого века сыграли иммигранты. Трудно переоценить скандал, который вызвала «Лолита». Очень заметную нишу составляет американская еврейская литература, часто юмористическая: Зингер, Беллоу, Рот, Маламуд. Одним из самых известных чернокожих писателей был Болдуин. Известность завоевали грек Евгенидис и китаянка Эми Тан. К пяти наиболее значительным китайско-американским писательницам относятся: Эдит Мод Итон, Дайана Чанг, Максин Хонг Кингстон, Эми Тан и Гиш Джен. Мужскую китайско-американскую литературу представляют Луи Чу, автор сатирического романа «Вкуси чашу чая», и драматурги Фрэнк Чин и Дэвид Генри Хванг. Сол Беллоу в 1976 году стал лауреатом Нобелевской премии по литературе. Большим успехом пользуется творчество итало-американских авторов (Марио Пьюзо, Джаннина Браски, Джон Фанте, Дон Делилло).

## Статьи
- Болотова Л. Д. Американские массовые журналы конца XIX -начала XX в. и движение «разгребателей грязи» //«Вестник МГУ». Журналистика, 1970. № 1. С.70-83.
- Венгерова З. А.,. Северо-американская литература // Энциклопедический словарь Брокгауза и Ефрона : в 86 т. (82 т. и 4 доп.). — СПб., 1890—1907.
- Зверев А. М. Американский военный роман последних лет: Обзор // Современная художественная литература за рубежом. 1970. № 2. С. 103—111.
- Зверев А. М. Русская классика и становление реализма в литературе США // Мировое значение русской литературы XIX века. М.: Наука, 1987. С. 368—392.
- Зверев А. М. Распавшийся ансамбль: Знаем ли мы американскую литературу? // Иностранная литература. 1992. № 10. С. 243—250.
- Зверев А. М. Склеенная ваза: Американский роман 90-х: ушедшее и «текущее» // Иностранная литература. 1996. № 10. С. 250—257.
- Землянова Л. Заметки о современной поэзии США.// Звезда, 1971.№ 5. С.199-205.
- Мортон М. Детская литература США вчера и сегодня // Детская литература, 1973, № 5. С.28-38.
- Уильям Киттредж, Стивен М. Краузер Великий американский детектив // «Иностранная литература», 1992, № 11, 282—292
- Нестеров Антон. Одиссей и сирены: американская поэзия в России второй половины XX века // «Иностранная литература» 2007, № 10
- Осовский О. Е., Осовский О. О. Единство многоголосия: проблемы литературы США на страницах ежегодника украинских американистов // Вопросы литературы. № 6. 2009
- Попов И. Американская литература в пародиях // Вопросы литературы. 1969.№ 6. С.231-241.
- Староверова Е. В. Роль Священного Писания в оформлении национальной литературной традиции США: поэзия и проза Новой Англии XVII столетия // Духовная культура России: история и современность / Третьи региональные Пименовские чтения. — Саратов, 2007. — С. 104—110.
- Эйшискина Н.Перед лицом тревоги и надежд. Подросток в современной американской литературе.// Детская литература. 1969.№ 5. С.35-38.